# Ponte Rodoviária de Coruche
A Ponte Rodoviária de Coruche, ou Ponte General Teófilo da Trindade, sobre o Rio Sorraia, liga a vila de Coruche, em Portugal, na margem direita, à margem oposta.
A ponte foi inaugurada em 16 de agosto de 1930 tendo presidido à inauguração o então presidente Óscar Carmona (1926–1951).
A sua construção deve-se aos esforços e influências do coruchense e proeminente militar Luis Alberto de Oliveira.
É a maior de todas as pontas que cruzam o Sorraia.